# آشوکا (فیلم)
آشوکا (به هندی: अशोक) فیلم هندی محصول سال ۲۰۰۱ میلادی است. در این فیلم شاهرخ خان و کارینا کاپور به ایفای نقش پرداخته‌اند.

## موضوع فیلم
شاهزاده «آشوکا» (شاهرخ خان) که جانشین پادشاهی پدرش است، به خواستهٔ مادرش تصمیم می‌گیرد مدتی زندگی شاهانه را رها کرده و در دنیای وحشی زندگی کند. در این ماجرا او عاشق دختری (کارینا کاپور) می‌شود که…

## پیوندها به بیرون
- Asoka در بانک اطلاعات اینترنتی فیلم‌ها (IMDb)
- Asoka @ KareenaKapoor.be